# Böllen
Böllen (alemannisch Bölle) ist eine Gemeinde im Nordosten des Landkreises Lörrach, Baden-Württemberg. Sie ist Mitglied im Gemeindeverwaltungsverband Schönau im Schwarzwald. Böllen ist mit 104 Einwohnern mit deutlichem Abstand die kleinste Gemeinde Baden-Württembergs. Deutschlandweit gibt es aber 213 kleinere Gemeinden (Einwohnerzahlen vom 31. Dezember 2022).

## Geographie

### Lage
Die Gemeinde Böllen liegt in 600 bis 1320 Meter Höhe im Böllenbachtal, einem Seitental des Wiesentals am Südosthang des Belchen.

### Nachbargemeinden
Nachbargemeinden sind die Gemeinden Schönenberg, Fröhnd, Wembach und Kleines Wiesental.

### Gemeindegliederung
Zur Gemeinde Böllen gehören das Dorf Oberböllen, der Weiler Niederböllen sowie das Hofgut Haidflüh.

## Politik

### Gemeinderat
Der Gemeinderat in Böllen hat acht Mitglieder. Er besteht aus den ehrenamtlichen Gemeinderäten und dem Bürgermeister als Vorsitzendem. Der Bürgermeister ist im Gemeinderat stimmberechtigt. Bei der Kommunalwahl am 26. Mai 2019 wurde der Gemeinderat durch Mehrheitswahl gewählt. Mehrheitswahl findet statt, wenn kein oder nur ein Wahlvorschlag eingereicht wurde. Die Bewerber mit den höchsten Stimmenzahlen sind dann gewählt. Die Wahlbeteiligung betrug 84,5 % (2014: 77,1 %).

### Bürgermeister
Bürgermeisterin ist seit 2025 Susanne Broghammer. Zuvor amtierte von 2001 bis 2025 Bruno Kiefer.

### Wappen
Blasonierung: „In Blau über einem grünen Schildfuß ein goldener (gelber) Berg.“
Der Gemeinde ist mit Urkunde des badischen Innenministers von 1902 das Recht zur Führung eines Wappens verliehen worden. Das Wappen symbolisiert den Belchen, der sich circa 2 Kilometer nördlicher von der Gemeinde Böllen befindet.

## Sport
In Böllen ist der Tauziehclub Tauziehfreunde Böllen e. V. beheimatet, der neben mehreren deutschen Meisterschaften im Jahr 2002 die Vizeweltmeisterschaft errang.